# Astrocaryum alatum
Espèce
Statut de conservation UICN

 NT  : Quasi menacé
Astrocaryum alatum est une espèce de palmiers à feuilles pennées.